# Współczynnik dyskontowy
Współczynnik dyskontowy – wartość bieżąca jednostki monetarnej, o określonym terminie płatności w przyszłości. Stanowi czynnik, który zrównuje wartość przyszłą kapitału z jego wartością bieżącą. Różnica pomiędzy wartością przyszłą a wartością bieżącą kapitału wynika ze zmienności wartości pieniądza w czasie. Współczynnik dyskontowy dany jest wzorem:
{\displaystyle d={\frac {1}{(1+r)^{n}}}}
gdzie:
- {\displaystyle d} - współczynnik dyskontowy
- {\displaystyle r} - oczekiwana stopa zwrotu w skali okresu (najczęściej roku)
- {\displaystyle n} - liczba okresów (lat)

## Przykład
Rozważmy inwestycję w 3-letnią lokatę bankową oprocentowaną 8% w skali roku. Na koniec okresu lokaty oczekujemy wypłacenia kwoty 1000 zł (jest to wartość przyszła - dostępna za 3 lata). Aby obliczyć kwotę, jaką trzeba wpłacić dziś na lokatę, należy zdyskontować wartość przyszłą kapitału (przeliczyć ją na wartość bieżącą) przy zastosowaniu współczynnika dyskontowego.
W zadanym przykładzie wartość współczynnika dyskontowego wynosi:
{\displaystyle d={\frac {1}{(1+0,08)^{3}}}\approx 0,79383}
Zgodnie z definicją współczynnika dyskontowego, stanowi on wartość jednej jednostki monetarnej, płatnej w przyszłości. Zatem wartość bieżąca jednej złotówki, która będzie wypłacona za 3 lata wynosi obecnie nieco ponad 79 gr. Aktualna wartość przyszłego 1000 zł wynosi obecnie 793,83 zł.
Zatem inwestując 793,83 zł w 3-letnią lokatę oprocentowaną 8% w skali roku, otrzymujemy 1000 zł na zakończenie okresu lokaty. Można to sprawdzić przy pomocy formuł procentu składanego.